# Elsenbrücke
Die Elsenbrücke in Berlin ist eine im Jahr 1968 eröffnete Straßenbrücke, die die beiden Bezirke Friedrichshain-Kreuzberg und Treptow-Köpenick miteinander verbindet. Benannt wurde sie nach der Elsenstraße, die ursprünglich bis an die Brücke heranführte. Flussaufwärts befinden sich neben der Elsenbrücke drei weitere Brücken, die Ringbahnbrücke Oberspree für den S-Bahn-Verkehr und die Treptower Eisenbahnbrücke für den Regionalbahnverkehr mit der Parkwegbrücke für Fußgänger. Im Sommer 2018 wurden an dem Bauwerk erhebliche Schäden festgestellt, sodass die Brücke abgerissen und voraussichtlich bis zum Jahr 2028 neu errichtet wird.

## Lage und Namensgebung
Im Ortsteil Alt-Treptow mündet die Elsenbrücke in die Straße An den Treptowers, ursprünglich ein Teil der weiterführenden Elsenstraße. Auf Friedrichshainer Seite läuft sie auf die Kreuzung zwischen der Stralauer Allee, dem Markgrafendamm und der Straße Alt-Stralau zu. Die von 1964 bis 1968 erbaute neue Straßenbrücke durchschneidet das Gelände des Osthafens auf der Friedrichshainer Seite. Das ehemalige Kraftwerk des Hafens liegt auf der Ostseite, während der Rest des Hafens auf der Westseite liegt. Die Elsenbrücke bildet die östliche Grenze des Areals des Investorenprojektes Mediaspree, das sich im Westen bis zur Jannowitzbrücke erstreckt.
Der Name Elsenbrücke wurde 1968 bei der Baufertigstellung nach der damals über das Bauwerk verlaufenden Elsenstraße vergeben.

## Geschichte der Verkehrsverbindung

### Erste Spreequerung an dieser Stelle: Eisenbahnbrücke 1871
Die erste Brücke, die Alt-Treptow mit Friedrichshain verband, war eine Eisenbahnbrücke für die 1871 eröffnete Neue Verbindungsbahn, die spätere Ringbahn. Die um 1915 eröffneten Vorortstrecken der Ring- beziehungsweise Stadtbahn führten beim Ausbau der Ringbahnbrücke Oberspree zu einer doppelten Eisenbrücke, die in der Berliner Denkmalliste enthalten ist. Beide sind unterschiedlich gekrümmte einbogige Eisenkonstruktionen, die inzwischen mehrfach saniert wurden und noch immer in Benutzung sind. Beim Ausbau der Brücke 1914–1921 erhielt diese auf der Ostseite einen zusätzlichen zwei Meter breiten Steg, der Fußgängern und Radfahrern zur Verfügung stand und von Stralau direkt in den Treptower Park führte.

### Tunnel 1899–1945
Eine Straßenverbindung über die Spree wurde lange Jahre nicht für nötig erachtet. Dafür gab es ab 1899 den unterirdischen Versuchstunnel zwischen dem Treptower Park und der Halbinsel Stralau, der im Zusammenhang mit der Berliner Gewerbeausstellung 1896 angelegt wurde. Der Tunnel wurde bis 1932 von der Straßenbahn befahren und brachte die erholungssuchenden Berliner schnell in den Treptower Park oder den Plänterwald. In den Jahren 1936 und 1937 wurde der Tunnel während der Olympischen Spiele beziehungsweise der 700-Jahr-Feier Berlins für den Fußgängerverkehr freigegeben und während des Zweiten Weltkriegs als Luftschutzbunker genutzt. Durch alliierte Bombentreffer beschädigt, lief der Tunnel zum Ende des Krieges mit Wasser voll und ist seitdem ungenutzt, in Teilen auch zugeschüttet.

### Stralauer Brücke 1951–1970

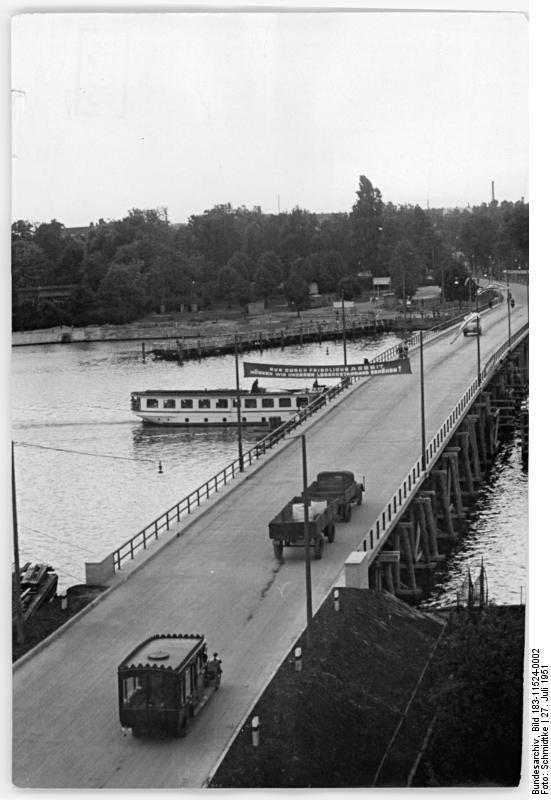
Stralauer Brücke, 1951

Eine erste 210 m lange Straßenbrücke auf Holzunterbau, mit den Zufahrten insgesamt 540 m lang, entstand 1951 östlich neben der Ringbahnbrücke, die Stralauer Brücke. Sie sollte eine Verbindung zu den südöstlich gelegenen Ost-Berliner Ortsteilen herstellen und dafür die Durchquerung des West-Berliner Gebietes weitgehend überflüssig machen. 430 Pfähle zwischen 12 und 16 Metern Länge wurden in den Spreeboden gerammt. Die Fahrbahnbreite betrug neun Meter, die Tragfähigkeit zwölf Tonnen. Die Fahrbahndecke bestand aus Stahlbetonplatten, auf denen Asphalt aufgebracht wurde. Nach einer Bauzeit von sieben Monaten wurde die Brücke am 20. Juli 1951 eingeweiht. Wegen ihrer zahlreichen Holzjoche hieß sie bei den Berlinern auch der „Tausendfüßler“. Nach Inbetriebnahme der Elsenbrücke wurde die alte Stralauer Brücke 1970 abgetragen.

### Elsenbrücke 1968–2022

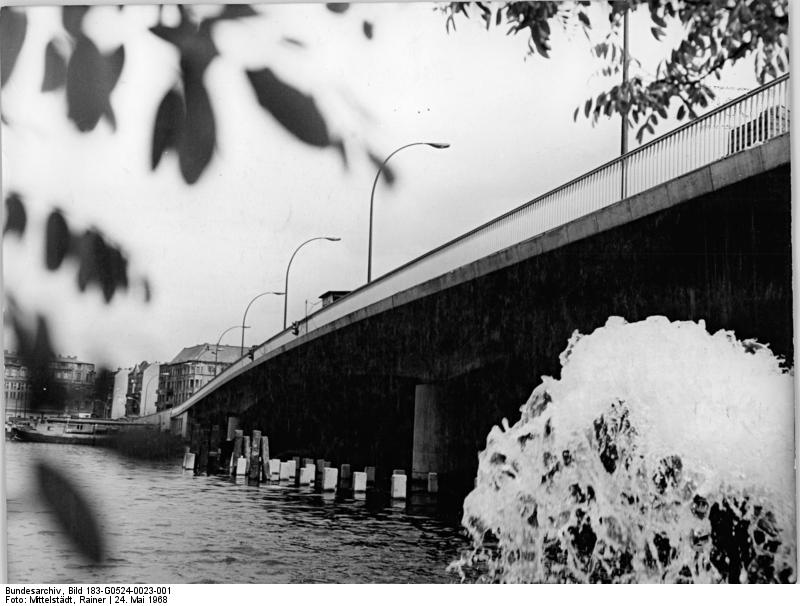
Elsenbrücke, 1968

Der Bau der Berliner Mauer führte zu einer Unterbrechung der ursprünglichen Verbindung vom Berliner Stadtzentrum in die südöstlichen Stadtteile über die Schlesische Straße/Puschkinallee, da der in West-Berlin liegende Bezirk Kreuzberg nicht mehr durchquert werden konnte. Dieser Fakt und die starke Zunahme des Verkehrs erforderten eine leistungsfähige neue Spreequerung in Treptow. Ein Ideenwettbewerb lieferte schließlich die Pläne für den Bau der heutigen Elsenbrücke. Im Juni 1964 begannen die Gründungsarbeiten der neuen Straßenbrücke, die westlich der Ringbahnbrücke und in einigem Abstand zur weiterhin in Nutzung befindlichen Holzkonstruktion errichtet wurde. Die Fahrbahn in Richtung Südosten wurde am 4. Oktober 1968 dem Verkehr übergeben. Seit dem 1. Mai 1969 ist die Brücke in beiden Richtungen befahrbar. Sie ist eine wichtige Verbindung zwischen dem Berliner Stadtzentrum und dem Flughafen Berlin-Schönefeld.
Die 1968er Brücke mit ihrer dreifeldrigen Konstruktion aus Spannbeton bestand aus zwei parallel errichteten getrennten Brückenüberbauten, deren gemittelte Länge 185 m betrug. Das größte Feld überspannte 65 m und lag rund 4,25 m über dem Wasserspiegel (lichte Höhe), die seitlichen Felder überbrückten jeweils 45 m. Die Gesamtbreite beider Brückenüberbauten lag bei 35 m.
Von der Konstruktion her war sie eine gevoutete Balkenbrücke.
Die im Spannkasten eingelagerten 512 Spannstähle (Litzen) aus dem Stahl- und Walzwerk Hennigsdorf waren – nach dem im Jahr 2018 ausgewerteten Bautagebuch – nicht wie nach Standard vorgeschrieben 14 Tage nach ihrer Einbringung betoniert worden, sondern erst mehr als sechs Monate später. So konnte sich Feuchtigkeit einlagern und den Stahl angreifen. Das wurde von den Gutachtern im Jahr 2018 als eine wesentliche Ursache der Rissbildung – neben dem Einsatz eines kalihaltigen Kieses für den Beton – angesehen.

### Ab 2006: Sanierung, Sperrung, Abriss und Neubau

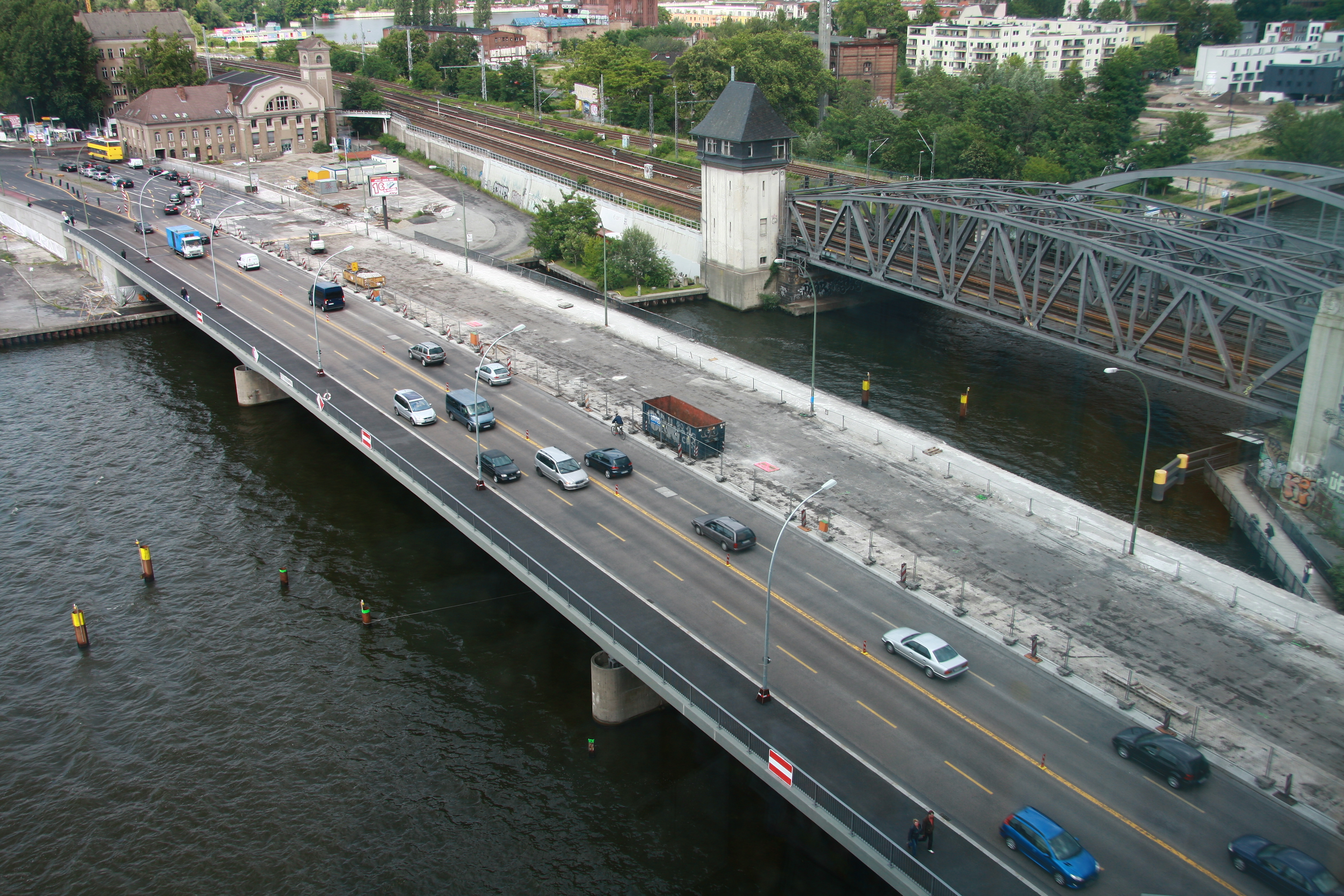
Elsenbrücke (Sanierung 2009)

Die jahrzehntelange Nutzung der Elsenbrücke hatte zu Schäden an den Fahrbahnen, an der Abdichtung und an den Widerlagern geführt. Zwischen 2006 und 2009 ließ die Senatsverwaltung für Stadtentwicklung deshalb umfangreiche Sanierungsarbeiten durchführen, die zu erheblichen Verkehrsbeeinträchtigungen führten.
Im 30. August 2018 wurde bei einer Routineuntersuchung ein 28 m langer und bis zu 14 cm tiefer Riss im Beton in der Unterseite der südöstlichen Brücke festgestellt, der durch einen Spannstahlbruch (Riss eines Stahlseilbündels, das vermutlich durch die Sommerhitze 2018 hervorgerufen wurde) in der Hohlkastenkonstruktion ausgelöst wurde. Daraufhin ließ der Senat am 31. August 2018 die in Süd-Nord-Richtung führenden Fahrspuren für den Kraftfahrzeugverkehr komplett sperren.
Zudem wurde ein Mess- und Alarmsystem zur Früherkennung von Bewegungen und Rissbildung in der nordwestlichen Brücke installiert. Eine Reparatur wurde von Brückenbauingenieuren aufgrund der Konstruktionsweise und des hohen Schadens ausgeschlossen, weshalb der Senat Anfang November 2018 beschloss, die Elsenbrücke abzureißen.
Bis zum Jahr 2025 soll der Überbau Nordwest der neuen Elsenbrücke fertiggestellt sein, die komplette Brücke frühestens 2028.
Für die Bauphase entstand, an der Position der südöstlichen Brücke, eine Behelfsbrücke (Typ: SS80-Brücke) aus einzelnen Stahlfertigteilen mit zwei Fahrstreifen. Die Behelfsbrücke wurde am 12. Januar 2022 vorzeitig in Betrieb genommen.

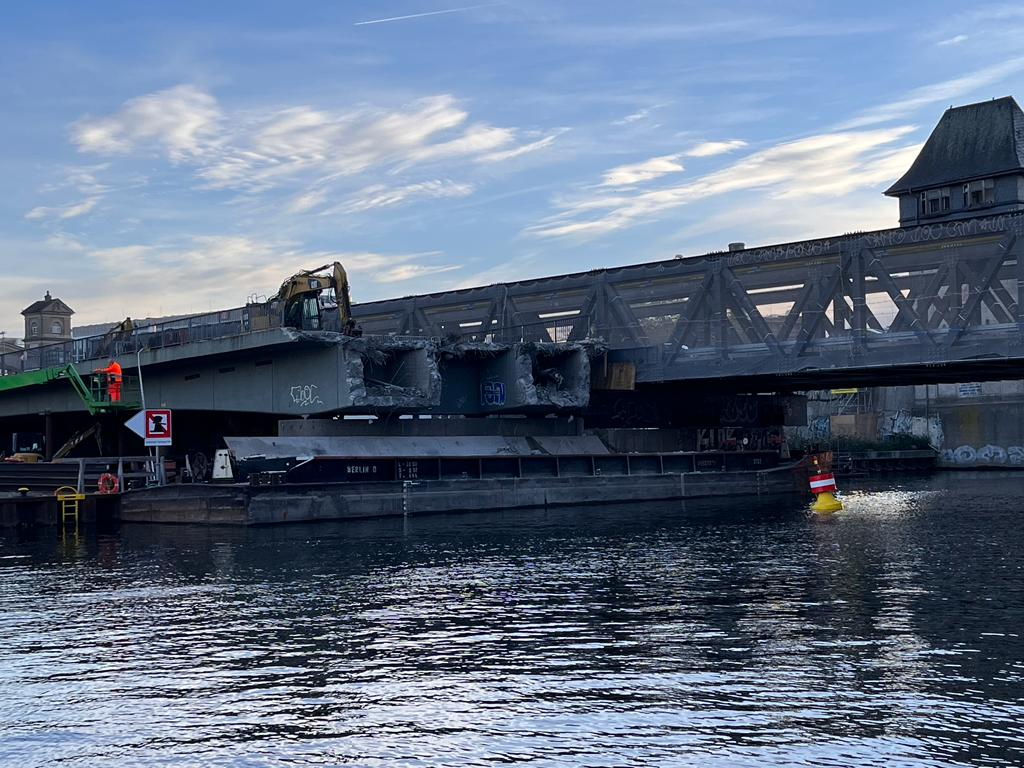
Abriss am östlichen Ufer (Stralau)

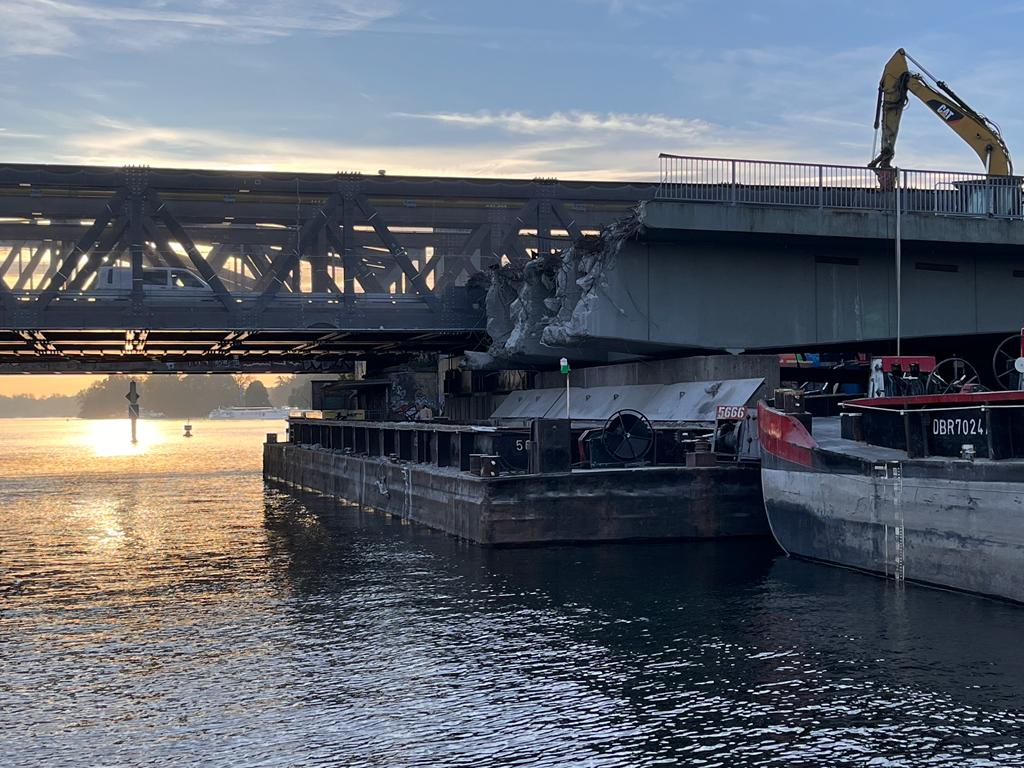
Abriss am westlichen Ufer (Alt-Treptow)

Noch vor deren Inbetriebnahme, am Morgen des 13. Dezembers 2021, wurde die nordwestliche Brücke komplett gesperrt, nachdem in der Nacht die Sensoren des Frühwarnsystems zur Überwachung der Tragfähigkeit eine starke Veränderung im Spannbeton gemeldet hatten. Dort kam es zu einer 8,2 mm großen Betondurchbiegung, die, wie 2018 bei der südöstlichen Brücke, mutmaßlich durch einen Spannstahlbruch in der Hohlkastenkonstruktion verursacht wurde. Dies wurde auch durch das ebenfalls installierte Schallakustikmesssystem gemeldet. Die Brücke und die Spree wurden wegen drohender Einsturzgefahr für den Kraftfahrzeug-, Rad-, Fuß- und Schiffsverkehr gesperrt. Die Freigabe der Behelfsbrücke wurde von März auf Januar 2022 beschleunigt.
Am 14. Dezember 2021 hat die zuständige Senatsverwaltung die Brücke für Fußgänger und Radfahrer sowie für den Schiffsverkehr wieder freigegeben. Es ist kein Stahlseil eingerissen, sondern handelt sich um eine temperaturbedingte Durchbiegung. Trotzdem soll der Ersatzbau schneller benutzt werden können. Am 15. Dezember durfte ab 16 Uhr dann auch wieder der Kraftfahrzeugverkehr die Brücke mit Einschränkungen passieren.

### Details der neuen Brücke
Für die neue Brücke sind wieder insgesamt sechs Fahrspuren vorgesehen. Auch sollen auf Wunsch der BVG Straßenbahngleise bei der Tragfähigkeit berücksichtigt werden, hingegen erfolgt keine Bauvorbereitung für den 17. Bauabschnitt der Stadtautobahn A 100. Das könnte deren Weiterbau erheblich verteuern. Die Gesamtkosten werden vom Senat auf rund 97,7 Millionen Euro geschätzt.

## Sehenswürdigkeiten nahe der Elsenbrücke

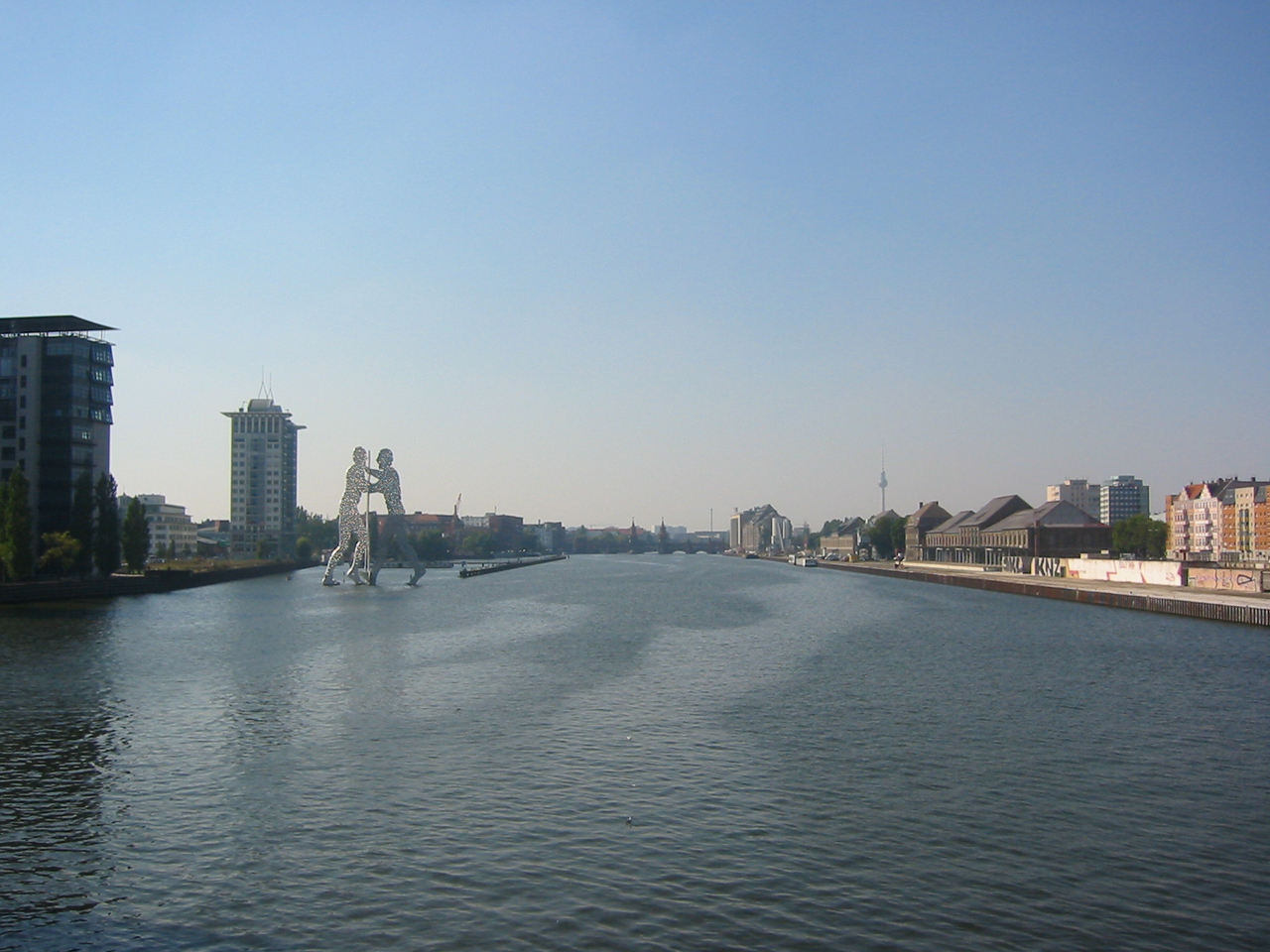
Blick von der Elsenbrücke flussabwärts: links die Skulptur Molecule Man, rechts Osthafen

Unmittelbar hinter dem S-Bahnhof Treptower Park befindet sich der Liegeplatz der Ausflugsschiffe der Stern und Kreisschiffahrt. Daran schließt sich der Treptower Park mit der Archenhold-Sternwarte und dem Sowjetischen Ehrenmal an.
Auf der Westseite der Brücke am Treptower Ufer ragt die Skulptur Molecule Man aus der Spree hervor, und am Ufer sind die Treptowers zu sehen, die 1998 auf dem Gelände der Elektro-Apparate-Werke Berlin errichtet wurden. Auf der Friedrichshainer Seite befindet sich der stillgelegte Osthafen, dessen denkmalgeschützte Gebäude schrittweise neueren Nutzungen zugeführt werden. Direkt an der Brücke steht das historische Pumpenhaus des Hafens, das einige Jahre nach der politischen Wende von der Redaktion der Tageszeitung Neues Deutschland genutzt worden war. Nach deren Auszug ist derzeit (Stand: 2021) keine öffentliche Nutzung erkennbar.